# Vilar do Paraíso
A Freguesia de Vilar do Paraíso foi uma freguesia portuguesa do Município de Vila Nova de Gaia, que tinha 4,17 km² de área e 13 878 habitantes (2011), e, por isso, uma densidade populacional de 3 328,1 hab/km².
Foi extinta em 2013, no âmbito de uma reforma administrativa nacional, tendo sido agregada à Freguesia de Mafamude, para formar uma nova freguesia denominada União das Freguesias de Mafamude e Vilar do Paraíso com a sede em Mafamude.

## População
| População da Freguesia de Vilar do Paraíso | População da Freguesia de Vilar do Paraíso | População da Freguesia de Vilar do Paraíso | População da Freguesia de Vilar do Paraíso | População da Freguesia de Vilar do Paraíso | População da Freguesia de Vilar do Paraíso | População da Freguesia de Vilar do Paraíso | População da Freguesia de Vilar do Paraíso | População da Freguesia de Vilar do Paraíso | População da Freguesia de Vilar do Paraíso | População da Freguesia de Vilar do Paraíso | População da Freguesia de Vilar do Paraíso | População da Freguesia de Vilar do Paraíso | População da Freguesia de Vilar do Paraíso | População da Freguesia de Vilar do Paraíso |
| ------------------------------------------ | ------------------------------------------ | ------------------------------------------ | ------------------------------------------ | ------------------------------------------ | ------------------------------------------ | ------------------------------------------ | ------------------------------------------ | ------------------------------------------ | ------------------------------------------ | ------------------------------------------ | ------------------------------------------ | ------------------------------------------ | ------------------------------------------ | ------------------------------------------ |
| 1864                                       | 1878                                       | 1890                                       | 1900                                       | 1911                                       | 1920                                       | 1930                                       | 1940                                       | 1950                                       | 1960                                       | 1970                                       | 1981                                       | 1991                                       | 2001                                       | 2011                                       |
| 2 412                                      | 2 521                                      | 2 958                                      | 3 223                                      | 3 492                                      | 3 509                                      | 4 040                                      | 4 623                                      | 4 829                                      | 5 842                                      | 5 284                                      | 7 734                                      | 9 574                                      | 13 126                                     | 13 878                                     |

| Distribuição da População por Grupos Etários | Distribuição da População por Grupos Etários | Distribuição da População por Grupos Etários | Distribuição da População por Grupos Etários | Distribuição da População por Grupos Etários | Distribuição da População por Grupos Etários | Distribuição da População por Grupos Etários | Distribuição da População por Grupos Etários | Distribuição da População por Grupos Etários | Distribuição da População por Grupos Etários |
| -------------------------------------------- | -------------------------------------------- | -------------------------------------------- | -------------------------------------------- | -------------------------------------------- | -------------------------------------------- | -------------------------------------------- | -------------------------------------------- | -------------------------------------------- | -------------------------------------------- |
| Ano                                          | 0-14 Anos                                    | 15-24 Anos                                   | 25-64 Anos                                   | > 65 Anos                                    |                                              | 0-14 Anos                                    | 15-24 Anos                                   | 25-64 Anos                                   | > 65 Anos                                    |
| 2001                                         | 2 266                                        | 1 783                                        | 7 725                                        | 1 352                                        |                                              | 17,3%                                        | 13,6%                                        | 58,9%                                        | 10,3%                                        |
| 2011                                         | 2 180                                        | 1 467                                        | 8 261                                        | 1 970                                        |                                              | 15,7%                                        | 10,6%                                        | 59,5%                                        | 14,2%                                        |

Média do País no censo de 2001:  0/14 Anos-16,0%; 15/24 Anos-14,3%; 25/64 Anos-53,4%; 65 e mais Anos-16,4%
Média do País no censo de 2011:   0/14 Anos-14,9%; 15/24 Anos-10,9%; 25/64 Anos-55,2%; 65 e mais Anos-19,0%

## Descrição
Com o seu centro situado a 8 km da cidade do Porto, tem uma população aproximada aos 13.000 habitantes, a que corresponde cerca de 11.000 eleitores, e dispõe de uma superfície de 419, 6.870 km. Tal superfície é pouco acidentada, com excepção do Monte de S. Caetano, cuja cota ultrapassa os 100,00 m.
Até há uns anos atrás, a agricultura era a sua actividade principal. Hoje, a situação é diferente. Algumas indústrias de pequena e média dimensão fazem de Vilar do Paraíso uma terra porventura mais urbana.
Com um historial milenar, pertenceu ao antigo Couto da Tarouquela, que chegou a ser propriedade de D. Afonso Henriques e mais tarde do Mosteiro de Grijó, reminiscência deste antigo Couto e do seu Mosteiro, é a Capelinha das «Alminhas» de Tarouquela, que ostenta magníficos painéis de azulejos da extinta Fábrica do Agueiro.
No foral manuelino, a freguesia é citada como «Parayso» e, nas Constituições Sinodaes, é um «Curado». O «Julgado de Gaya», nas Inquirições de D. Dinis, refere-se a «Sam Pedro de Parayso».
O património é vasto e rico. Desde o natural (de que o Parque de «São Caetano» e a Quinta da Formiga são expoentes) ao arquitectónico.
A Igreja Matriz, para além da renovada Capela de São Martinho e da Capela (Ermida) de S. Caetano, é a peça mais distinta do património religioso e, afinal, do demais património, pela simples razão de que a sua capela-mor está classificada de monumento nacional. A Quinta do «Menino d´Ouro», a Quinta da Formiga, a «Vila Alice», a Quinta da Condessa de S. Tiago de Lobão, a Quinta do Albaninho e a Quinta das Freiras, são exemplos notáveis de casas senhoriais.
É de assinalar, também, as fontes e «alminhas» existentes, quase todas com elementos decorativos incorporados.
No campo sociocultural, há um forte espírito associativo, que se estende por algumas actividades. Eis os nomes das respectivas instituições: Associação Columbófila de Vilar do Paraíso; Associação Cultural e Recreativa «Os Amigos Vilarenses»; Associação Recreativa «Entre-Parentes»; Associação Recreativa de S. Martinho d' Além; Centro Ciclista de Vilar do Paraíso; Grupo Desportivo da Ilha; Grupo Dramático de Vilar do Paraíso; e Rancho Folclórico de Vilar do Paraíso.
Existem também outras instituições, embora de índole diferente, mas de igual modo com uma implantação notável no meio: referimo-nos à Academia Musical de Vilar do Paraíso e ao Agrupamento de Escuteiros nº 321 (Corpo Nacional de Escutas), o primeiro a ser criado em Vila Nova de Gaia, já lá vão oitenta anos.

## Lenda
No tempo dos cruzados havia um conde chamado Conde de Lobão, que um dia, quando vinha de uma das cruzadas, foi até ao mercado e viu uma feirante e achou-a muito bonita. Perguntou-lhe se ela queria ir viver com ele, mas ela aceitou com uma condição: casarem.
Como o marido era cruzado, andava muitas vezes fora de casa. Entretanto ele morreu e ela ficou sozinha com os criados e o mordomo. Passados alguns anos, ela morreu, mas antes disso tinha escondido o seu grande tesouro onde ninguém sabia. Então começaram a procurar, mas não encontraram nada. Depois o mordomo morreu. Ao longo dos anos, foram morando algumas pessoas, mas saíram porque diziam que "ouviam" ou "viam" a condessa.
A casa foi vista e revista de cima a baixo, mas nada… Reza a lenda que o tesouro escondido continua lá na casa…

## Património
- Capela de São Martinho
- Igreja de São Pedro (matriz)
- Alminhas de Tarouquela e de Vila Alice
- Ermida de São Caetano
- Parque de São Caetano
- Solar dos Camelos
- Quintas da Capela, de Guardal, da Telheira e da Formiga com eucaliptos
- Palacete do Menino de Ouro
- Casa Fanny Owen
- Casa do Miguel